# Глауконіт
Глауконі́т, заст. зеленка — мінерал, класу силікатів групи гідрослюд, до складу якого входять кремній, алюміній, калій, залізо та ін., належить до групи слюд.

## Етимологія та історія
Мінерал отримав назву через його колір на честь давньогрецького слова γλαυκός  glaukós , що означає «блискучий», «синьо-зелений» або «синьо-сірий». Ця назва присутня у Гомерівських текстах, але є предметом суперечки в класичній філології.
Вперше глауконіт був описаний і названий на честь його кольору в 1828 році німецьким мінералогом Крістіаном Кеферштейном (1784—1866).

## Загальний опис
Хімічна формула: (K, Na)(Fe3+,Al, Mg)2[(OH)2|(Si, Al)4O10]..
Містить: SiO2 — 44-56 %; Al2O3 — 3-22 %; Fe2O3 — 0-27 %; FeO — 0-8 %; MgO — 0-10 %; K2O до 10 %, H2O — 4-10 %. Відомі також домішки Li і В.
Сингонія моноклінна. Густина 2,2-2,9. Твердість 2-3. Колір зелений, блиск матовий. Високомагнезіальні різновиди називають селадонітом, високоглиноземисті — сколітом.
Характерний для всіх геологічних систем починаючи з докембрію. Утворюється з уламкового біотиту або інших вихідних матеріалів шляхом морського діагенезу на мілководді; особливо в нещільно скріпленому пісковику, вапняку і алевроліті. Глауконіт поширений у пісках, пісковиках, глинах, мергелях та вапняках усіх геологічних систем, забарвлюючи ці породи в зеленуватий колір.
Асоціація: кварц, польові шпати, глаукофан, доломіт, сидерит, кальцит, анкерит, пірит, лімоніт.
Розрізняють:
- глауконіт 1М (найпоширеніша політипна модифікація глауконіту з одним пакетом в елементарній комірці);
- глауконіт 2М1 (політипна модифікація глауконіту з двома пакетами в елементарній комірці, які повернуті один відносно одного на 1200);
- глауконіт 3Т (політипна модифікація глауконіту з трьома пакетами в елементарній комірці);
- глауконіт магніїстий (селадоніт);
- глауконіт марганцевистий (відміна глауконіту, яка містить 1-1,5 % MnO).

## Поширення
Поширений у всьому світі в морських відкладеннях. Зокрема: на півострові Отаго, Нова Зеландія, у Південній
Австралії, в Англії, Франції, Італії, в ряді населених пунктів в Ізраїлі, Капська провінція, Південна Африка, у США (особливо поширений в Алабамі, Техасі, Каліфорнії, Орегоні, у Південній Дакоті).
В Україні є на Поділлі, на Волині та ін.

## Застосування
Є одним з основних мінералів, що використовуються для визначення віку осадових гірських порід (K-Ar-методом). Ґлауконіт застосовується для виготовлення мінеральних масел та фарб, відбілювачів, як сорбент, для виробництва декоративного бетону і цементу, в скляній промисловості. Застосовується як добриво.
Завдяки його здатності до катіонного обміну використовується зменшення твердості води. Може використовуватись для очищення територій від забруднення радіонуклідами.
Глауконіт — мінерал із зональним забарвленням, який у найкращих зразках має цінні декоративні якості, виробний камінь.